# Kodeks Etyki Lekarskiej
Kodeks Etyki Lekarskiej – zasady etyki lekarskiej obowiązujące obecnie w całej Europie oraz w większości krajów na świecie wywodzące się od praw spisanych przez greckiego lekarza Hipokratesa w V w. p.n.e. Kodeks jest rozwinięciem i uwspółcześnieniem starożytnej przysięgi Hipokratesa.

## W Polsce
Kodeks Etyki Lekarskiej (w skrócie: KEL) – uchwała Nadzwyczajnego II Krajowego Zjazdu Lekarzy z 14 grudnia 1991 z późniejszymi zmianami. Dokument, który ustanawia etyczne zasady postępowania lekarzy i lekarzy dentystów w Polsce, określający priorytety, jakim winni się oni kierować w pracy zawodowej, wskazujący zasady, jakie winni brać pod uwagę w stosunkach z pacjentami, z innymi lekarzami oraz resztą społeczeństwa. Był on dwukrotnie zmieniany przez kolejne Krajowe Zjazdy Lekarzy, a po każdej zmianie ujednolicany obwieszczeniami Prezesa Naczelnej Rady Lekarskiej, które również wprowadzały zmiany do jego tekstu. Na podstawie ustawy o izbach lekarskich (Dz.U. z 2021 r. poz. 1342), lekarze i lekarze dentyści podlegają odpowiedzialności zawodowej przed sądami lekarskimi za postępowanie sprzeczne z postanowieniami KEL.
O KEL mówi art. 6 ustawy z 1996 r. o zawodach lekarza i lekarza dentysty.

### Historia
W Polsce w XV wieku kandydatów do zawodu lekarskiego obowiązywało złożenie tej przysięgi poprzedzone odniesieniem do świata wartości chrześcijańskich. W XIX-wiecznej „obietnicy fakultetowej” drukowanej na dyplomach Akademii Medykochirurgicznej powołanie się na Boga skreślono, zastępując je odniesieniem się do obowiązującego prawa, podobnie jak w „Przysiędze lekarskiej” składanej w tym samym czasie. Do dziś wszyscy absolwenci akademii medycznych w Polsce składają przyrzeczenie lekarskie, które znajduje się we wstępie do Kodeksu Etyki Lekarskiej.
Kolejne wersje zasad postępowania lekarzy na ziemiach polskich, pod różnymi tytułami i pod rządami różnych praw różnych zaborców opracowano i ogłoszono m.in. w 1876 (dla Galicji), 1884 (Królestwo Polskie – zabór rosyjski), 1907 (wszystkie trzy zabory). Kodeks ogłoszony w niepodległej II Rzeczypospolitej w 1925 był tożsamy z zasadami z roku 1907, i dopiero „Zbiór zasad deontologii lekarskiej” przyjęty na Walnym Zebraniu Naczelnej Izby Lekarskiej 16 czerwca 1935 r. uznawany jest jako pierwszy tego rodzaju dokument opracowany w niepodległej Polsce. Obowiązywał on także po II wojnie światowej, aż do rozwiązania Izb Lekarskich w roku 1950. W 1936 roku wydano „Kodeks Lekarski”.
Po rozwiązaniu izb lekarskich w 1952 roku, nad zasadami etyczno-deontologicznymi pracowało Polskie Towarzystwo Lekarskie, które w 1967 roku wydało je nadając nazwę „Zasady Etyczno-Deontologiczne Polskiego Towarzystwa Lekarskiego” (formalnie rzecz biorąc pomiędzy rokiem 1950 a 1967 lekarzy w Polsce nie obowiązywał żaden kodeks etyczny), znowelizowane w 1977 i przemianowane na „Zbiór Zasad Etyczno-Deontologicznych Polskiego Lekarza”. Obowiązywał on w postępowaniu przed sądami lekarskimi na podstawie art. 63 ust. 2 ustawy o izbach lekarskich do 3 maja 1992, kiedy wszedł w życie KEL.
Po reaktywacji izb lekarskich w 1989 roku, podczas Nadzwyczajnego II Krajowego Zjazdu Izb Lekarskich odbywającego się w 1991 roku przyjęto „Kodeks Etyki Lekarskiej”, który znowelizowano dwa razy: w 1993 roku na III Krajowym Zjeździe Lekarzy oraz w 2003 roku na Nadzwyczajnym VII Krajowym Zjeździe Lekarzy.

### Kontrowersje
Kodeks Etyki Lekarskiej trzykrotnie był przedmiotem postępowania przed Trybunałem Konstytucyjnym. W 1992 przedmiotem kontroli były przepisy KEL dotyczące przerywania ciąży, eksperymentu i wykonywania kary śmierci, zaś w 1993 ponownie regulacja przerywania ciąży oraz eksperyment biomedyczny na człowieku niemający charakteru leczniczego.
23 kwietnia 2008 Trybunał Konstytucyjny orzekł, że art. 52 ust. 2 Kodeksu Etyki Lekarskiej, dotyczący krytyki działania lekarzy przez innych lekarzy jest niezgodny z Konstytucją RP w zakresie, w jakim zakazuje zgodnych z prawdą i uzasadnionych ochroną interesu publicznego wypowiedzi publicznych na temat działalności zawodowej innego lekarza.
Obowiązkiem każdego lekarza i lekarza dentysty jest stosowanie zasad zawartych w Kodeksie Etyki Lekarskiej. Za ich nieprzestrzeganie grozi postępowanie z zakresu odpowiedzialności zawodowej.